# Dempo Sports Club
El Dempo Sports Club és un club de futbo indi amb seu a Panjim, Goa.
El club va néixer com a Bicholim Football Club. Adoptà el nom Dempo Souza Sports Club l'any 1967 i més tard esdevingué Dempo Sports Club.

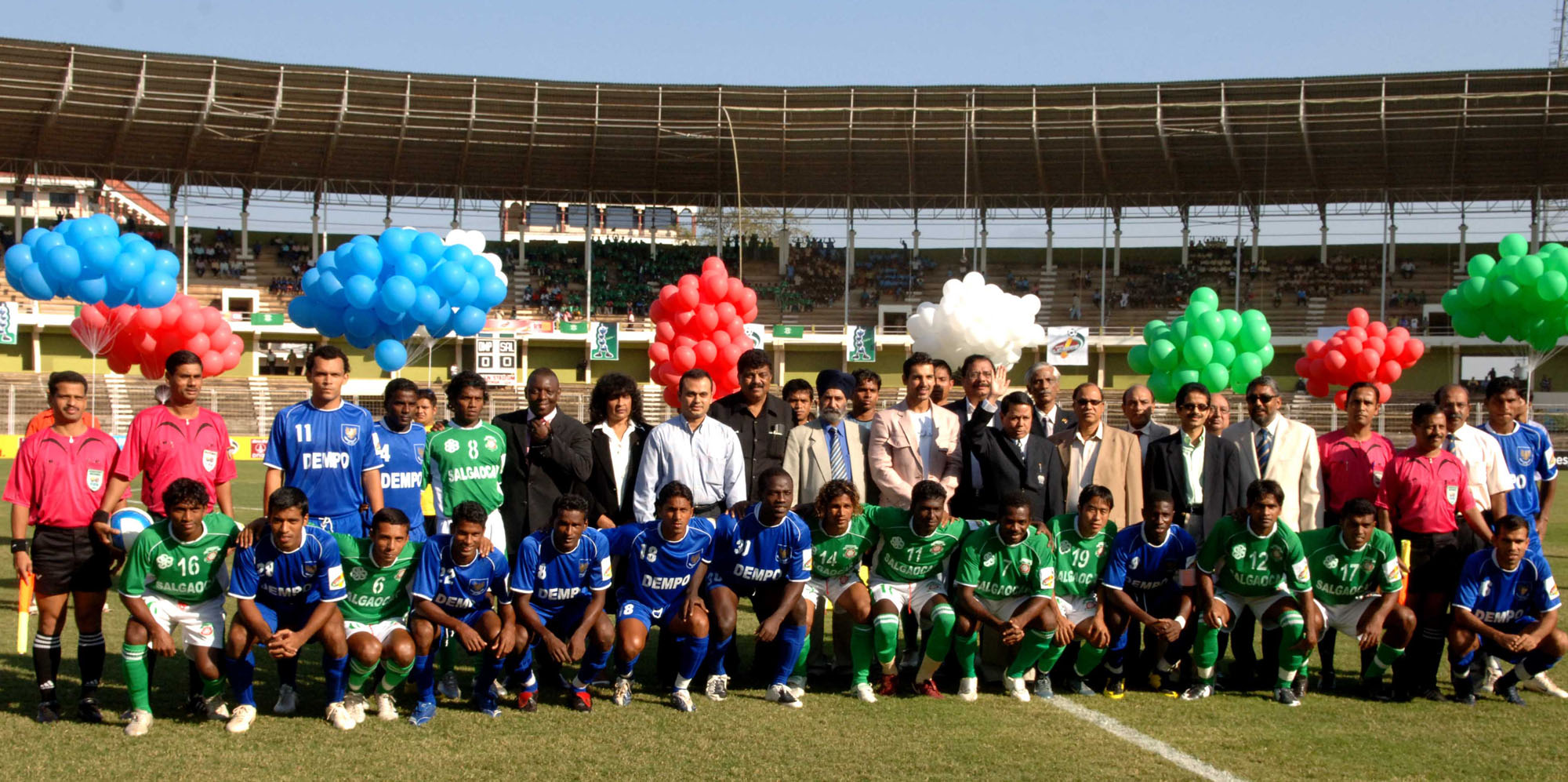
Jugadors del Dempo SC (en blau) en el debut de la temporada 2007–08 contra Salgaocar FC.

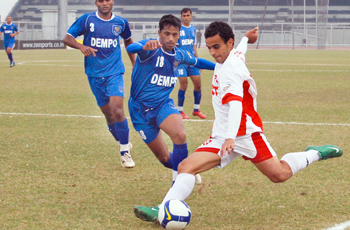
Jugadors del Dempo SC (en blau) contra JCT Mills durant la temporada 2008–09.

## Palmarès
- Lliga índia de futbol:[5]
  - 2004–05, 2006–07, 2007–08, 2009–10, 2011–12
- Copa Federació índia de futbol:[6]
  - 2004[7]
- Super Copa índia de futbol:
  - 2008, 2010[8]
- Copa Durand:
  - 2006[9][10]
- Copa Rovers:
  - 1975, 1979, 1980, 1986[11]
- Lliga de Goa de futbol:
  - 1972, 1974, 1979, 1980, 1981, 1984, 1987, 1988, 1994, 2005, 2007, 2009, 2010, 2011, 2021–22, 2022–23